# Ayub Kalule
Ayub Kalule (Kampala, 6. siječnja 1954.), ugandski boksač, svjetski amaterski prvak u velter-kategoriji te prvak Commonwealtha i europski prvak u srednjeteškoj kategoriji. 
Rođen u ugandskoj prijestolnici Kampali, cijelu igračku karijeru proveo je živeći i trenirajući u Danskoj. Osvojio je zlatno odličje na prvom Svjetskom amaterskom prvenstvu održanom u kubanskoj Havani 1974. godine. Iste godine postaje prvakom Igara Commonwealtha u novozelandskom Christchurchu, samo u drugoj, srednjeteškoj kategoriji.
U listopadu 1979. u Japanu osvaja svjetski juniorski WBA naslov u srednjeteškoj kategoriji i uspješno ga obranio četiri puta, do dolaska američkog olimpijskog pobjednika Sugara Raya Leonarda, koji je naslijedio pobjednički pojas. Godine 1986. osvojio je europski naslov u srednjeteškoj kategoriji i jednom ga uspješno obranio.
Od 50 službenih borbi u karijeri, pobijedio je u njih 46, od čega 24 puta nokautom.